# سابرينا ريختر
سابرينا ريختر (بالألمانية: Sabrina Richter)‏ (10 مايو 1982 في ألمانيا - ) هي لاعبة كرة يد ألمانية. شاركت في الألعاب الأولمبية الصيفية 2008.

## وصلات خارجية
- سابرينا ريختر على موقع الاتحاد الأوروبي لكرة اليد (الإنجليزية)
- سابرينا ريختر على موقع أوليمبيديا (الإنجليزية)